# 国立高等地質学校
国立高等地質学校（仏: École nationale supérieure de géologie、ENSG）は、フランス・ナンシーの技師学校。1908年創立。

## 提携校

### グランゼコール
- École et observatoire des sciences de la Terre (EOST)
- École nationale des travaux publics de l'État (ENTPE)
- École nationale du génie de l'eau et de l'environnement de Strasbourg (ENGEES)
- 国立地理学校
- École nationale supérieure du pétrole et des moteurs (ENSPM)
- モントリオール理工科学校 (ケベック州)

### 国外大学
- ヘリオット・ワット大学 (スコットランド)
- フライベルク工科大学 (ドイツ)
- ルレオ工科大学 (スウェーデン)
- スイス連邦工科大学ローザンヌ校 (スイス)
- コロラド鉱山大学 (アメリカ合衆国コロラド州)
- ミナス・ジェライス連邦大学 (ブラジル)
- リオ・デ・ジャネイロ・カトリック教皇庁立大学 (ブラジル)
- チリ大学 (チリ)
- モントリオール理工科学校 (ケベック州)

## 関係者

### 教員
- フランシス・アルバレード（Francis Albarède）
- ルネ・コパンス（René Coppens）
- ピエール＝ルイ・モーブージュ（Pierre-Louis Maubeuge）

### 出身者
- Edgar Aubert de la Rüe - promotion 1924
- Jean-Pierre Dévigne - promotion 1944
- Alfred Muzzolini - promotion 1946
- Jacques Fabriès - promotion 1954
- Thierry Pilenko - promotion 1981
- Édouard Bard - promotion 1985
- François Hommeril - promotion 1986
- Aïssata Issoufou